# 米德爾敦鎮區 (新澤西州)
米德爾敦鎮區（英語：Middletown Township）是位於美國新澤西州蒙茅斯縣的一個鎮區。

## 地方資料
米德爾敦鎮區的面積為152.09平方千米，當中陸地面積為106.06平方千米，而水域面積為46.03平方千米。根據2020年美國人口普查的數據，當地共有人口67106人，而人口密度為每平方千米441.23人。